# Girl's Story
『Girl's Story』（ガールズ・ストーリー）はKARAの日本での5枚目のオリジナル・アルバムである。2015年6月17日にEMI Recordsから発売。

## 解説
前作『FANTASTIC GIRLS』から約1年10か月で発売される5枚目のオリジナル・アルバム。先行シングル「マンマミーア!」「サマー☆ジック/Sunshine Miracle/SUNNY DAYS」を含む全11曲を初回盤A・B・通常盤に収録。
初回盤Aと初回盤Bにはそれぞれ異なる内容のDVDとトレーディングカードが同梱されている。更に初回盤Aには特製クラッチバッグが同梱されている。ユニバーサルミュージックストア限定盤は、CD+120ページのフォトブック+トレーディングカードとなっている。

## 収録曲
| CD              | | |      |
| 01              | マンマミーア!                                                                                            | 作詞：dublekick/Yu Shimoji 作曲：dublekick/HOMEBOY/Tenzo&Tasco 編曲：dublekick | 3:35 |
| 02              | サマー☆ジック                                                                                            | 作詞：LILLA 作曲：Kohei Yokono/Yu-ki Kokubo 編曲：Kohei Yokono | 4:32 |
| 03              | Sunshine Miracle                                                                                         | 作詞：Mari Oda 作曲：Jun Abe 編曲：Masaki Iehara/Jun Abe | 4:20 |
| 04              | ラブ・クリック                                                                                           | 作詞：HASEGAWA 作曲：Jeff Miyahara/Anderz Wrethov | 3:50 |
| 05              | N.E.V.E.R.L.A.N.D.                                                                                       | 作詞：Kohei Miyahara 作曲：Alex Geringas/Amy Powers/Carly Greenberg | 2:56 |
| 06              | ソー・グッド                                                                                             | 作詞：dublekick/David Kim/Litz 作曲：dublekick/Tenzo&Tasco 編曲：Tenzo&Tasco | 3:10 |
| 07              | Kiss Kiss Kiss                                                                                           | 作詞：Miaki Endo 作曲：Didrik Thott/Jesper Zar/Markus LIndell/Danielle Senior | 3:38 |
| 08              | Last Summer                                                                                              | 作詞・作曲・編曲：MEG.ME | 4:36 |
| 09              | SUNNY DAYS                                                                                               | 作詞・作曲・編曲：Carlos K. | 4:01 |
| 10              | ファンファーレ                                                                                           | 作詞：Yuko Konishi 作曲・編曲：Koudai Iwatsubo | 4:07 |
| 11              | Forever Love                                                                                             | 作詞：mari oda 作曲：Joo Tae Young 編曲：DJ TY/Song Yang Ha | 3:46 |
| DVD （初回盤A） | | |      |
|                 | MUSIC VIDEO 6曲+特典映像                                                                                 | 1. マンマミーア!（Music Video）3:31 2. サマー☆ジック（Music Video）4:30 3. サマー☆ジック（ギュリVer.）（Music Video）4:26 4. サマー☆ジック（スンヨンVer.）（Music Video）4:26 5. サマー☆ジック（ハラVer.）（Music Video）4:26 6. サマー☆ジック（ヨンジVer.）（Music Video）4:26 7. KARA the FIT demonstration vol.1 1:43 |      |
| DVD（初回盤B）  | | |      |
|                 | バレンタインパーティー 2015 グランドプリンスホテル新高輪 飛天の間 ライブ映像全7曲（2015.02.14）+特典映像 | 1. STEP（KARA バレンタインパーティー 2015@グランドプリンスホテル新高輪 飛天の間）3:19 2. マンマミーア!（KARA バレンタインパーティー 2015@グランドプリンスホテル新高輪 飛天の間）3:30 3. ソー・グッド（KARA バレンタインパーティー 2015@グランドプリンスホテル新高輪 飛天の間）3:06 4. プロミス（KARA バレンタインパーティー 2015@グランドプリンスホテル新高輪 飛天の間）4:35 5. レスキューミー（KARA バレンタインパーティー 2015@グランドプリンスホテル新高輪 飛天の間）3:11 6. Pretty Girl （KARA バレンタインパーティー 2015@グランドプリンスホテル新高輪 飛天の間）3:10 7. ミスター（KARA バレンタインパーティー 2015@グランドプリンスホテル新高輪 飛天の間）3:08 8. KARA the FIT demonstration vol.2 1:40 |      |